# 지도초등학교 (전남)
지도초등학교는 대한민국 전라남도 신안군에 있는 공립 초등학교이다.

## 학교 연혁
- 1909년 6월 22일 지명사립학교 개교
- 1910년 4월 1일 지도공립보통학교 개칭
- 1938년 4월 1일 지도공립심상소학교 개칭
- 1941년 4월 1일 지도공립국민학교 개칭
- 1952년 3월 1일 지도중앙국민학교 개칭
- 1963년 7월 31일 지도중앙국민학교 백련분교장 개교
- 1967년 11월 3일 백련분교장 백련국민학교 승격 분리
- 1968년 4월 23일 지도중앙국민학교 율도분실 개설
- 1981년 3월 1일 병설유치원 개교
- 1991년 9월 1일 율도분실 폐실
- 1993년 3월 1일 백련국민학교 폐교 및 본교 통폐합
- 1994년 3월 1일 신광국민학교 분교장 격하 편입, 지도서분교장 편입
- 1994년 3월 1일 선치국민학교 분교장 격하 편입
- 1994년 4월 1일 급식 학교 운영
- 1995년 9월 1일 지도북국민학교 포작분교장 폐교 및 본교 통폐합
- 1996년 3월 1일 지도초등학교 개칭
- 1999년 9월 1일 지도북초등학교 폐교 및 본교 통폐합, 어의분교장 편입
- 1999년 9월 1일 지도동초등학교 동천분교장 격하 편입
- 2005년 3월 1일 지도서분교장 폐교 및 본교 통폐합
- 2006년 3월 1일 신광분교장 폐교 및 본교 통폐합
- 2012년 3월 1일 동천분교장 폐교 및 본교 통폐합
- 2018년 9월 1일 제27대 배영숙 교장 부임
- 2018년 9월 1일 어의분교장, 선치분교장 폐교 및 본교 통폐합
- 2020년 2월 14일 제108회 졸업(졸업생 7,357명)

## 참고 자료
- 지도초등학교 - 한국교육학술정보원 학교알리미